# Фабіо Балазо
Фабіо Балазо (італ. Fabio Balaso; нар. 20 жовтня 1995, Кампозамп'єро) — італійський волейболіст, ліберо, гравець клубу «Лубе Воллей» (Cucine Lube Civitanova) та збірної Італії.

## Життєпис
Народжений 20 жовтня 1995 року в Кампозамп'єро, Італія.
Був основним ліберо збірної Італії на світовій першості 2022.
Грав у клубах «Silvolley» (Требазелеге), «Тонаццо» та «Кйоне» (обидва — з Падуї). Від сезону 2018—2019 є гравцем «Лубе Воллею».
Зріст 1,78 м, маса 79 кг.

### Досягнення, відзнаки
Зі збірною
- чемпіон світу 2022
- чемпіон Європи 2021.

Клубні
- переможець першости світу 2019,
- переможець Ліги чемпіонів ЄКВ 2019,
- чемпіон Італії: 2019, 2021, 2022,
- володар Кубка Італії: 2020, 2021.

Особисті
- кращий ліберо першости світу 2022